# Guillermo Mauricio de Solms-Braunfels
Guillermo Mauricio de Solms-Braunfels (en alemán: Wilhelm Moritz zu Solms-Braunfels (-Greifenstein-Hungen); * 4 de abril de 1651 en Greifenstein en Hesse , † 9 de febrero de 1720 en Braunfels) desde Solms-Braunfels desde 1676 Conde de Greifenstein y Wolfersheim, Hungen y Braunfels (1651-1720), desde 1684 ha sido el maestro de Kriegingen , desde 1699 en el condado de Tecklenburg (1699-1706). Ha sido secretario real de abogados de Prusia desde 1707.

## Biografía
Era hijo del conde Guillermo II de Solms-Braunfels (1609-1676) y su primera esposa la condesa Juana Sibila de Solms-Hoensolms  (1623-1651), hija del conde Felipe Reinaldo I de Solms-Hoensolms  (1593-1636) y su esposa Isabel  Filipina de Wied-Runkel. En 1652, su padre se casó por segunda vez con la condesa Ernestina Sofía de Hohenlohe-Schillingsfurst (1618-1701). 
Guillermo Mauricio sucedió a su padre en Greifenstein y medio Hungen en 1678. En 1693 sucedió a su primo Heinrich von Solms-Braunfels en Braunfels y en todo Hungen y se mudó al Palacio de Braunfels. En 1699 recibió el condado de Tecklenburg y en 1706 lo vendió a Prusia.
Guillermo Mauricio se casó el 23 de enero de 1679 en Bingenheim con la princesa Magdalena Sofía von Hesse-Homburg (* 24 de abril de 1660; † 22 de marzo de 1720), hija de Landgrave Wilhelm Christoph von Hesse-Homburg y Sofía Eleonora von Hesse-Darmstadt. Murió el 9 de febrero de 1720 en Braunfels y fue enterrado allí.

## Descendencia
Wilhelm Moritz y Magdalena Sofía von Hesse-Homburg tienen trece hijos:
- Wilhelm Friedrich (1680)
- Carl Ludwig (1681-1682)
- Wilhelm Heinrich (1682-1700)
- Leopold Carl (1689-1690)
- Federico Guillermo (1696-1761), en 1742 fue elevado a Príncipe de Solms-Braunfels.

El 15 de abril de 1719 desposó a la princesa Magdalena Enriqueta de Nassau-Weilburg (1691-1725), hija de Juan Ernesto de Nassau-Weilburg. El 9 de marzo de 1726 desposó a la condesa Sofía Magdalena Benigna de Solms-Laubach (1701-1744), hija de Carlos Otón de Solms-Laubach-Utfe y Tecklenburg, el 30 de diciembre de 1745 a la condesa palatina Carolina Catalina del Palatinado-Birkenfeld (1699-1785), hija de Juan Carlos del Palatinado-Birkenfeld-Gelnhausen
- Sofía Sibila Guillermina (1684-1727)
- María Ernestina (1685)
- Isabel Magdalena (1686)
- Albertina Amelia (1688-1689)
- Cristina Carlota (1690-1751), el 3 de octubre de 1722 desposo al  Landgrave Casimiro Guillermo de Hesse-Homburg (1690-1726)
- hija (* 1691)
- Magdalena Sibila (* 1698)
- Dorotea Sofía (1699-1733), el 3 de diciembre de 1730 contrajo matrimonio con el Burgrave Alberto Cristóbal de Don-Schlobiten-Leistenau (1698-1752), teniente coronel.

- Datos: Q18029700
- Multimedia: William Maurice, Prince of Solms-Braunfels / Q18029700